# Karamaj
Karamaj (ujgursky  قاراماي شەھىرى ‎, čínsky v českém přepisu Kche-la-ma-i, pchin-jinem Kèlāmǎyī, znaky 克拉玛依市) je městská prefektura v severní části čínské autonomní oblasti Sin-ťiang. Roku 2020 měla 490 tisíc obyvatel, převážně Chanů.
Město bylo založeno v roce 1958 za účelem využití zásob ropy, které zde byly objeveny v roce 1955. Název Karamaj znamená v ujgurštině černý olej. Díky nerostným zdrojům je Karamaj nejbohatším čínským městem. Má vlastní letiště, prochází jím státní silnice G217. Město má aridní podnebí se značnými teplotními rozdíly, zdrojem vody je systém kanálů a přehrad známý jako Projekt 635. 
Karamaj je známý také kvůli tragédii z 8. prosince 1994, kdy při požáru v místním divadle zahynulo 325 osob, z toho 288 dětí. O události natočil režisér Sü Sin dokumentární film Karamaj.

## Administrativní členění
Městská prefektura Karamaj se člení na čtyři celky okresní úrovně, všechno městské obvody.
| Karamaj Tu-šan-c’ Paj-ťien-tchan Orqu |            |                       |                    |                                  |
| Název                                 | Název      | Počet obyvatel (2020) | Rozloha km² (2020) | Hustota zalidnění (obyv. na km²) |
| český přepis                          | znaky      | Počet obyvatel (2020) | Rozloha km² (2020) | Hustota zalidnění (obyv. na km²) |
| Městské obvody                        |            |                       |                    |                                  |
| Karamaj                               | 克拉玛依区 | 337 188               | 3 253              | 104                              |
| Tu-šan-c’                             | 独山子区   | 84 395                | 404                | 209                              |
| Paj-ťien-tchan                        | 白碱滩区   | 50 825                | 1 268              | 40                               |
| Orqu                                  | 乌尔禾区   | 17 940                | 2 233              | 8                                |
|                                       |            |                       |                    |                                  |
| Celkem                                | Celkem     | 490 348               | 7 158              | 69                               |